# Platonizm renesansowy
Platonizm renesansowy (neoplatonizm renesansowy) – nurt filozofii renesansowej odwołujący się do platonizmu i neoplatonizmu.

## Odrodzenie platonizmu

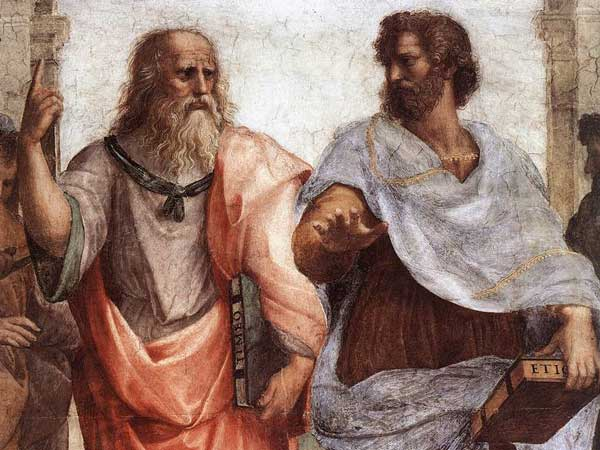
Na słynnym fragmencie Szkoły Ateńskiej Rafaela (1509–1510) Platon i Arystoteles zostali przedstawieni jako autorzy przeciwstawnych koncepcji filozoficznych

Pod koniec średniowiecza filozofia była w dużej mierze oparta na arystotelizmie. Pozostał on podstawą filozofii również w renesansie, choć pojawiły się wtedy również inne, konkurencyjne nurty. Wśród nich najbardziej znaczący był odrodzony platonizm.
Odrodzenie zainteresowania Platonem i jego kontynuatorami było częścią powrotu humanistów do zainteresowania kulturą starożytną. Bezpośrednim bodźcem do odrodzenia platonizmu był cykl wykładów we Florencji Jerzego Gemista-Pletona, filozofa bizantyńskiego, który w 1438 r. przybył na sobór Ferraro-Florencki. W swoich wykładach Pleton nie tylko zainteresował łaciński Zachód Platonem, ale również przeniósł z Bizancjum spór między zwolennikami Platona i Arystotelesa. Jego najaktywniejszymi uczestnikami na Zachodzie byli Bizantyńczycy: Jerzy z Trapezuntu i kardynał Bessarion.
Jedną z osób zainspirowanych wykładami Pletona był Kosma Medyceusz Starszy. Z jego inspiracji filozof Marsilio Ficino podjął się studiów nad Platonem i w 1462 r. założył Akademię Florencką, która stała się głównym ośrodkiem odrodzenia platonizmu w renesansie.

## Akademia Florencka
Zorganizowana przez Ficina, w podarowanej willi Careggi, Akademia Florencka była wzorowana na Akademii Platona. W mniejszym stopniu była jednak szkołą, a w większym miejscem spotkań i dyskusji, ośrodkiem tłumaczeń pism Platona i platoników oraz centrum, z którego zainteresowanie tym nurtem promieniowało na całą Europę. Wśród wybitniejszych członków wymieniani są: Giovanni Pico della Mirandola, Francesco Cattani da Diacceto, Leone Battista Alberti, Cristoforo Landino, Wawrzyniec Wspaniały, Donato Acciaiuoli, Angelo Poliziano czy Girolamo Benivieni. Akademia funkcjonowała do 1522 r.

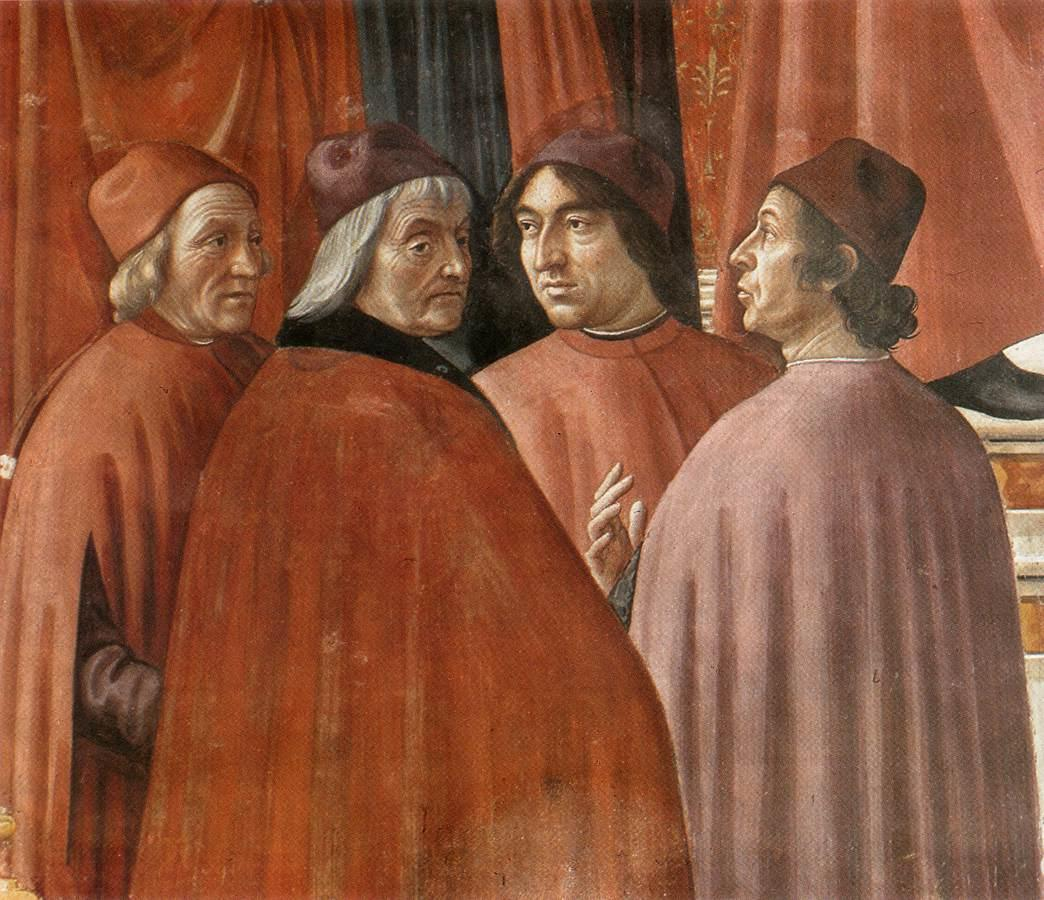
Marsilio Ficino, Cristoforo Landino, Angelo Poliziano i Demetrios Chalkondyles. Trzech pierwszych było członkami Akademii. Detal ze Zwiastowania Zachariaszowi Domenico Ghirlandaio (1486-90)

W ramach Akademii Florenckiej dokonano przekładu wszystkich dzieł Platona i Plotyna, a także wielu dzieł neoplatońskich, patrystycznych, hermetycznych i hymnów orfickich. Pisano również komentarze do tych tekstów (np. komentarze Ficina do Uczty i Parmenidesa Platona czy Ennead Plotyna).

## Platonizm poza Włochami
Platonizm promieniował z Włoch na pozostałe obszary Europy. Duże zasługi miała tu Akademia Florencka, a w szczególności rozległa korespondencja Ficina. W Anglii głównym przedstawicielem platonizmu był oksfordczyk John Colet. We Francji byli to Symphorien Champier, Maurice Scève, Joachim du Bellay i Pierre de Ronsard. W Polsce pod jego wpływem pozostawali Filip Kallimach i Mikołaj Kopernik.

## Charakterystyka
Platonizm renesansowy był szerokim i różnorodnym nurtem. Jego charakterystyczne cechy wiążą się z poglądami wiodących filozofów. Zasadniczym jego rysem była próba pogodzenia nauk Platona z chrześcijaństwem. Jego nauka o ideach i duszy wydawała się renesansowym humanistom harmonizować z Pismem Świętym, w przeciwieństwie do arystotelizmu .
Znaczące piętno na platonizmie odcisnęły poglądy Ficina, szczególnie poprzez kierowaną przez niego Akademię Florencką. W szczególności znaczące były dwa poglądy:
- pogląd o istnieniu przedchrześcijańskiej starożytnej teologii (prisca theologia) – tradycji idącej od Hermesa Trismegistosa aż do Plotyna, dającej się pogodzić z doktryną chrześcijańską. Teksty Platona i Plotyna mogą być więc czytane w duchu chrześcijańskim i mogą stać się podstawą do łączenia filozofii i teologii[7];
- pogląd o zasadniczej zgodności między filozofiami Platona i Arystotelesa. Opierając się na poglądach Jana Argiropula, Bessariona i Franciszka Filelfa, Ficino twierdził, że obaj filozofowie różnią się jedynie w słowach, natomiast są zgodni w swoich zasadniczych poglądach. Ficino sprzeciwiał się tym samym renesansowym arystotelikom, zarówno reprezentującym awerroizm, jak i aleksandrynizm[4].

Platonizm był też często łączony z innymi nurtami filozofii renesansowej. Przykładem może tu być jeden z najwybitniejszych filozofów odrodzenia – Giovanni Pico della Mirandola. Pico della Mirandola był obok Ficina najwybitniejszym przedstawicielem florenckiej akademii. Jego platonizm łączył się z arystotelizmem, humanizmem i filozofią żydowską. Spoza kręgu Akademii Florenckiej wywodził się Mikołaj z Kuzy, u którego platonizm łączył się z wpływami Proklosa i Pseudo-Dionizego .

### Koncepcja miłości
Jednym z głównych punktów problemowych renesansowego platonizmu była też koncepcja miłości u Platona. Jego jawna pochwała homoseksualizmu i istotna rola, jaką odgrywał on w jego filozofii były istotną przeszkodą w recepcji platonizmu. Rozważania na temat Platońskiej miłości zajmują istotną część dzieł filozofów renesansu. Były one bardzo ważne dla Ficina, a co za tym idzie całej Akademii Florenckiej. Innymi ważnymi filozofami, którzy brali udział w tej dyskusji byli Bessarion i Pietro Bembo czy żydowski filozof Abrabanel .
Stopniowo dokonano reinterpretacji Platońskiej koncepcji miłości, tak by była zgodna z chrześcijańskim przesłaniem i renesansową moralnością. Bessarion porównywał Platońskie dialogi z Biblią, starając się znaleźć elementy styczne, także porównując Platońską miłość do chrześcijańskiej koncepcji miłości. Pietro Bembo odniósł Platońską koncepcję miłości również do miłości heteroseksualnej. Podobnie jak u Platona, miłość taka łączyła w sobie elementy cielesne i duchowe. Z kolei Ficino oddzielił wyraźnie aspekt cielesny i duchowy. Podkreślał, że to właśnie duchowy aspekt miłości jest istotniejszy w dziełach Platona, a tym samym miłość między mężczyznami nie musi oznaczać homoseksualizmu. Platońskie motywy rozpowszechniły się również w niefilozoficznych dziełach na temat miłości, czego najlepszym przykładem jest Dworzanin Castiglioniego (1528). Również tutaj miłość ma charakter duchowy i łączy się z elementami religijnymi .
Renesansowe przeformułowanie Platońskiej koncepcji miłości upowszechniło się i stało się źródłem współczesnego pojęcia miłości platonicznej – miłości czystej, bezinteresownej i nie powiązanej z cielesnością.